# Archaeoteleia dispar
Archaeoteleia dispar  (лат.) — вид наездников из семейства Platygastridae (Archaeoteleia, Scelioninae, или Scelionidae, по другим классификациям). Чили. Длина самок 3,0—4,8 мм (самцы — 2,8—4,6 мм). Общая окраска светло-коричневая, ноги — желтые. Самки нелетающие, однако остатками крыльев отличаются от других сходных видов, таких как A. pygmea и Archaeoteleia submetallica. Нижнечелюстные щупики 5-члениковые; нижнегубные щупики состоят из 3 сегментов. Усики у обоих полов 12-члениковые. Формула члеников лапок: 5-5-5; формула шор ног: 1-2-2.
Вид был описан в 2007 году в ходе ревизии рода, проведённой энтомологами Джоном Эрли (John W. Early, Новая Зеландия), Любомиром Маснером (Lubomir Masner, Канада) и Норманом Джонсом (Norman F. Johnson, США).